# Patinação artística na Universíada de Inverno de 1993
As competições de patinação artística na Universíada de Inverno de 1993 foram disputadas em Zakopane, Polônia, entre 6 e 14 de fevereiro de 1993.

## Medalhistas
| Evento               | Ouro                                                | Prata                                            | Bronze                                           | Ref.  |
| -------------------- | --------------------------------------------------- | ------------------------------------------------ | ------------------------------------------------ | ----- |
| Individual masculino | Yueming Liu · China                                 | Damon Allen · Estados Unidos                     | Masakazu Kagiyama · Japão                        | [ 1 ] |
| Individual feminino  | Junko Yaginuma · Japão                              | Kyoko Ina · Estados Unidos                       | Bo Zhang · China                                 | [ 1 ] |
| Duplas               | Dawn Piepenbrink · Nick Castaneda · Estados Unidos  | Svetlana Titkova · Oleg Mahutov · Rússia         | Dawn Goldstein · Troy Goldstein · Estados Unidos | [ 1 ] |
| Dança no gelo        | Kateřina Mrázová · Martin Šimeček · Tchecoslováquia | Margarita Drobiazko · Povilas Vanagas · Lituânia | Wendy Millette · Jason Tebo · Estados Unidos     | [ 1 ] |

## Quadro de medalhas
| Ordem | País            | Medalha de ouro | Medalha de prata | Medalha de bronze |    |
| ----- | --------------- | --------------- | ---------------- | ----------------- | -- |
| 1     | Estados Unidos  | 1               | 2                | 2                 | 5  |
| 2     | China           | 1               |                  | 1                 | 2  |
| 2     | Japão           | 1               |                  | 1                 | 2  |
| 4     | Tchecoslováquia | 1               |                  |                   | 1  |
| 5     | Lituânia        |                 | 1                |                   | 1  |
| 5     | Rússia          |                 | 1                |                   | 1  |
| TOTAL | TOTAL           | 4               | 4                | 4                 | 12 |